# Mama Funk
Mama Funk es el primer álbum de estudio del grupo de funk chileno Los Tetas. Fue grabado en el año 1995 bajo la producción de Emi Odeon Chile. 

## Lista de canciones
| Mama Funk |                                  |          |  |
| N.º       | Título                           | Duración |  |
| 1.        | «Este es el juego»               | 1:51     |  |
| 2.        | «La paradoja»                    | 2:50     |  |
| 3.        | «Sale Luca»                      | 3:20     |  |
| 4.        | «F _ _ _ _»                      | 2:41     |  |
| 5.        | «Gángster»                       | 5:32     |  |
| 6.        | «Superteta»                      | 3:58     |  |
| 7.        | «Generación perdida»             | 3:46     |  |
| 8.        | «Segundo subterráneo»            | 6:17     |  |
| 9.        | «Los Tetas»                      | 1:05     |  |
| 10.       | «Audrey Charlot»                 | 4:41     |  |
| 11.       | «La risa del diablo»             | 4:10     |  |
| 12.       | «Corazón de sandía»              | 3:57     |  |
| 13.       | «El sol no tiene ganas de venir» | 3:50     |  |
| 14.       | «Strike da posse»                | 6:41     |  |
| 15.       | «Hormigas planas»                | 3:21     |  |
| 16.       | «Este es el juego (outro)»       | 0:50     |  |

## Posicionamiento
| Publicación | País           | Lista                                                   | Año  | Puesto |
| ----------- | -------------- | ------------------------------------------------------- | ---- | ------ |
| Alborde     | Estados Unidos | Los 250 álbumes más importantes del Rock Iberoamericano | 2006 | 245    |